# 대전한국병원
대전한국병원(大田韓國病院)은 대전광역시 동구 성남동에 있는 병원이다.

## 교통
- 급행버스 2
- 간선버스 102 / 105 / 106 / 201 / 501 / 601 / 602 / 607 / 611 / 701 / 802
- 지선버스 616